# Helke Sander
Helke Sander (Berlín, 31 de enero de 1937) es una directora feminista de cine alemana, periodista, escritora, actriz, activista y educadora. Es conocida principalmente por su trabajo documental y sus contribuciones al movimiento de mujeres en los años setenta y ochenta. 
El trabajo de Helke Sander se caracteriza por su énfasis en lo experimental sobre el arco narrativo. Se considera que Sanders fue una de las iniciadoras del "nuevo" movimiento feminista en Alemania de la segunda ola con su discurso apasionado en la Conferencia de Estudiantes Alemanes Socialistas. El gran trabajo de Sanders consiste en retratar las perspectivas de las mujeres y mostrar las luchas cotidianas a las que las mujeres se enfrentan para sobrevivir. En su ensayo "Feministas y cine (1977)", Helke Sanders expresa la motivación de su trabajo: "En otras palabras: el acto más auténtico de las mujeres hoy en día, en todas las áreas, incluidas las artes, no consiste en estandarizar y armonizar los medios, sino más bien en destruirlos. Donde las mujeres son verdaderas, rompen cosas ". El trabajo de Sander se ocupa de la ruptura de ideas y formas convencionales.
También es especialmente reconocido su documental "Los libertadores se toman sus libertades" en el que las mujeres que fueron violadas por los soldados del Ejército Rojo al final de la Segunda Guerra Mundial rompen por primera vez su silencio después de 46 años.

## Educación y vida tempranas
Cuando Sanders tenía 8 años, ella y su madre sobrevivieron al bombardeo de Dresde durante la Segunda Guerra Mundial. Para cuando se graduó de la escuela secundaria, había asistido a 15 escuelas diferentes en Alemania. Recibió su Abitur en Remscheid en 1957 y estudió actuación en la Escuela Ida Ehre en Hamburgo. En 1959, se casó con el escritor finlandés Markku Lahtela en 1959, y tuvo un hijo, Silvio Lahtela. Después del nacimiento de Silvio, Sanders y su familia se mudaron a Helsinki, donde estudió Germanística y psicología en la Universidad de Helsinki. Sanders también dirigió e interpretó en la obra de Ernst Toller "Der deutsche Hinkemann y Grass '" Noch zehn Minuten bis Buffalo ". Además, impartió clases de drama e improvisación. De 1966 a 1969, estudió en la recién fundada escuela de cine. 'Deutsche Film und Fernsehakademie'. El trabajo de Sanders en el cine está muy vinculado a su compromiso político como feminista.
En 1965, Sanders regresó a la BRD con Silvio, donde trabajó incansablemente en la Academia Alemana de Cine y Televisión como reportera y traductora. A pesar de lo mucho que trabajaba tenía dificultades para sobrevivir con su hijo. La situación le resultaba frustrante y se sumó al activismo en la Organización Socialista Alemana de Estudiantes (SDS). Allí continuó hasta encontrar el "Aktionsrat zur Befreiung der Frauen" (Consejo de Acción para la Liberación de la Mujer) en enero de 1968, que inició el movimiento Kinderläden que convirtió las tiendas en guarderías infantiles.

## Carrera y activismo
Sanders se continuó formando en la Deutsche Film- und Fernsehakademie de Berlín (Academia de Cine y Televisión de Berlín), donde se convertiría en una de las primeras graduadas. También fue especialmente activa en el movimiento de estudiantes durante este periodo y en 1968 formó parte de la creación del "Aktionsrat zur Befreiung der Frau" (Consejo de Acción para la Liberación de la Mujer).
En 1968, pronunció un poderoso discurso en la conferencia SDS (Socialist German Students) en Frankfurt, donde destacó que las mujeres solo son verdaderamente aceptadas en la sociedad cuando se "adaptan". Pidió que la SDS apoyara la agenda política de las mujeres. Cuando sus colegas hombres trataron de ignorar la petición y de volver al trabajo como de costumbre, Sigrid Rüger lanzó su famoso tomate, y nació la segunda ola del movimiento feminista de mujeres alemanas.
En 1971, Helke Sander organizó el grupo de mujeres 'Brot und Rosen'. La plataforma se centró en la idea de que el control de la natalidad no era seguro para las mujeres.
En 1972, Helke Sander continuó trabajando en su proyecto de control de la natalidad. Su película Macht die Pille frei? (La píldora libera a las Mujeres?), Que ella produjo con Sarah Schumann, fue una campaña contra las leyes contra el aborto. Junto con Claudia von Alemán, organizó la conferencia de cine feminista 'Erste internationale Frauenfilmseminar' que se celebró en 1973 en Berlín. Este fue el primer festival de cine feminista europeo. El festival presentó a 40 mujeres cineastas europeas. En 1974, fundó Frauen und Film (revista), la primera revista feminista de cine europeo, donde fue editora y autora principal hasta 1982. Frauen und film era la única revista de cine feminista de Europa en ese momento y era un centro de análisis y crítica del sexismo en el cine, así como un foro para discutir películas de mujeres.
Su primer largometraje "Die allseitig reduzierte Persönlichkeit - REDUPERS" (La personalidad reducida) se encuentra entre las películas feministas alemanas más importantes de los años setenta. La película combina técnicas tanto documentales como ficticias. La historia sigue a una talentosa artista en Berlín que enfrenta demandas de todos los aspectos de la sociedad, enfatizando las luchas que enfrentan las mujeres profesional, financiera, política y personalmente. Esta película ayudó a crear "un nuevo lenguaje fílmico" en el que su estilo experimental y el uso de filtros comenzaron a hacerse cargo de esta nueva ola de cine.
El ojo crítico de Sander hacia la cultura alemana de la posguerra se expandió en su sátira de 1984 sobre política sexual, "Der Beginn aller Schrecken ist Liebe" (El amor es el principio de todo terror) que ella misma protagoniza. La historia trata sobre un hombre que se interpone entre dos mujeres que presentan una perspectiva femenina llena de ingenio e ironía.
En 1985, a través de un proceso electoral, Helke Sander se unió a la Academia de Artes de Berlín Occidental. Sander más tarde presentaría una renuncia de la Academia aludiendo a "misoginia, nepotismo y corrupción".
En 1989, Sanders, Margarethe von Trotta, Christel Buschmann y Helma Sanders-Brahms produjeron Felix. Bericht aus Bonn (Los alemanes y sus hombres - Reporte de Bonn) fue una película de ficción producida en 1989 en la que Sanders investiga el impacto del pensamiento feminista después de veinte años de activismo de mujeres; Todos los parlamentarios, funcionarios ministeriales, el canciller federal y el hombre en la calle fueron interrogados. 
A partir de 1981, Sander fue profesora en la Hochschule für bildende Künste, una Academia de Bellas Artes, en Hamburgo. Dejó la institución en 2001. Helke Sander fue honrada por el Arsenal Institute for Film and Video Art (Berlín) en 2003. Una retrospectiva de sus obras recopiladas se mostró en su Arsenal Cinema. 
Sanders es también autora y publicista de "Die Geschichten der drei Damen K" (Las tres mujeres K) donde las historias sobre la ironía en las relaciones heterosexuales se cuentan desde una perspectiva femenina.
En 2005, Sanders realizó "Mitten im Malestream" (En medio de Malestream) en cuya película revisa e investiga la segunda ola de feminismo alemán que ayudó a reactivar en 1968. Esta película explora los conflictos y las preguntas centrales que parecen haber quedado sin respuesta. Toda la carrera de activismo de Sanders se puede resumir a lo largo de esta película, pero también ofrece algo más que un resumen y lleva los límites de la película experimental.
En 2011 publicó el libro Der letzte Geschlechtsverkehr und andere Geschichten über das Altern, (La última relación sexual y otras historias sobre el envejecimiento).

## Filtros y Películas
El trabajo de Helke Sander se caracteriza por el uso de filtros, que funcionan como una señal visual para recordar a la audiencia la subjetividad presentada. El uso del filtro llama la atención sobre las propiedades de un documental y la ideología que se está comunicando, lo que permite al público conocer la retórica que se está transmitiendo. El uso de los filtros por parte de Sanders dio paso a una nueva ola de cine experimental, donde el estilo visual de la película se volvió tan importante como el tema en sí.

### Redupers: The All-Round Reduced Personality (1977)
Redupers es un documental sobre el Muro de Berlín, la frontera entre el Este y el Oeste de Berlín, y la relación del personaje central con Berlín. A través de la inscripción de autor, Helke Sander retrata al personaje central de la película, una mujer que debe aceptar la esfera política y privada de ser una mujer en el contexto de la inestabilidad. Helke Sander También centra en el trabajo y esfuerzo de la fotógrafa Edda Chiemnyjewski. Las interpretaciones feministas de la película de Helke Sander, Redupers, postulan que el Muro de Berlín funciona no solo como una representación de la brecha geográfica, sino también como un sustituto de las diferencias psíquicas y sexuales entre hombres y mujeres.

### El Factor Subjetivo(1980)
Las crónicas de El Factor Subjetivo narra los orígenes del movimiento de mujeres y del movimiento estudiantil de Berlín, en el contexto de una comuna, y trata temas relacionados con el anarquismo, el terrorismo y el falocentrismo. El retrato de Sander muestra que los hombres izquierdistas manejan la comuna, mientras que las mujeres son relegadas a sus tareas domésticas y se les niega el derecho a hablar.
La película está ambientada a finales de los años sesenta y consiste en una combinación de imágenes de ficción y de noticiero. El uso del filtro en la película llama la atención sobre las propiedades del propio documental, las vistas que se presentan. El uso que hizo Sander de la voz femenina en The Subjetive Factor fue un referente de la realización progresiva de películas en ese momento.

### Los liberadores se toman libertades: Guerra, Violaciones, Niños(1992)
Su documental rodado en 1992 BeFreier und BeFreite (Los Liberadores se toman Libertades), examina la violación en masa de las mujeres alemanas cometidas por soldados del Ejército Rojo al final de Segunda Guerra Mundial. Tras 46 años de silencio, las mujeres que fueron violadas hablaron públicamente por primera vez.
La experiencia de la fuerza brutal expuesta en la primera parte de este documental indaga la exposición del trauma, mediante la técnica de la entrevista en profundidad. En este sentido, Sander explica: "Muchas empezamos a ver cada vez con mayor claridad la vinculación entre los misiles de medio alcance y las relaciones amorosas, esto es, la relación hombre-mujer entre el militarismo y el patriarcado, entre la destrucción técnica y la dominación de la naturaleza y la violencia contra las mujeres. Las mujeres, la naturaleza y los pueblos y países extranjeros son las colonias del Hombre Blanco".
El documental de Sander fue particularmente controvertido porque le preocupaba que la película pusiera demasiado énfasis en el sufrimiento alemán, disminuyendo así la culpa por el Holocausto. Los defensores de la película argumentan que el proyecto de Sander es una reflexión compleja sobre la violación como arma de guerra. Argumentan que la película se resiste a presentar una representación unilateral de la victimización alemana, citando la atención de la película a los crímenes de guerra alemanes y sus cualidades autorreflexivas..
El documental ganó el Nestor Almendros Premio en el 1993 Festival de Derechos humanos. La película situó a Sander como historiadora investigadora que contribuyó a la historia, porque Sander descubrió y catalogó eventos no conocidos previamente.
En el mismo, utiliza un montaje de entrevistas para crear un mensaje temático general. Se han planteado preguntas sobre el uso que Sanders hizo de los filtros en este documental, especialmente en lo que se refiere a la representación de las cualidades étnicas, que se enfatizaron demasiado en las entrevistas.

## Filmografía
| Año  | Título en alemán                                                             | Título en inglés                                            | Notas |
| ---- | ---------------------------------------------------------------------------- | ----------------------------------------------------------- | --- |
| 2005 | Mitten im Malestream                                                         | In Midst of the Malestream]                                 | Documentalenfocado en la segunda ola del movimiento feminista alemán. |
| 2001 | Village                                                                      |                                                             | Documental para televisión sobre el papel maternal de las mujeres |
| 1998 | Muttertier - Muttermensch                                                    | Animal Mother - Human Mother                                | Documental para televisión sobre el papel maternal de las mujeres |
| 1997 | Dazlak                                                                       |                                                             | |
| 1992 | BeFreier und BeFreite                                                        | Liberators take liberties                                   | Documental |
| 1992 | Krieg und Sexualle Gewalt                                                    | War and Sexual Violence                                     | Documental realizado en los campos de refugiados de Hungría y Austria tras la guerra entre Serbia y Bosnia.                                                                  |
| 1989 | Die Deutschen und ihre Männer - Bericht aus Bonn                             | The Germans and their Men - Report from Bonn                | Documental para telivisión que examina el impacto en la sociedad tras el activismo del movimiento feminista. Se entrevistan a diversos hombres de clases sociales diferentes |
| 1989 | Die Meisen von Frau S.                                                       |                                                             | Cortometraje documental |
| 1988 | Felix                                                                        |                                                             | Segmento "Muss ich aufpassen?" |
| 1987 | Nr. 5 - Aus Berichten der Wach- und Patrouillendienste                       | From the reports of security guards & patrol services No. 5 | Cortometraje |
| 1986 | Nr. 8 - Aus Berichten der Wach- und Patrouillendienste                       | From the reports of security guards & patrol services No. 8 | Cortometraje |
| 1986 | Seven Women, Seven Sins                                                      |                                                             | Segmento "Völlerei? Füttern!" |
| 1985 | Nr. 1 - Aus Berichten der Wach- und Patrouillendienste                       | From the reports of security guards & patrol services No. 1 | Cortometraje |
| 1984 | Der Beginn aller Schrecken ist Liebe                                         | Love Is the Beginning of All Terror                         | |
| 1983 | Die Gedächtnislücke - Filmminiaturen über den alltäglichen Umgang mit Giften |                                                             | Documental |
| 1981 | Der subjektive Faktor                                                        |                                                             | |
| 1981 | Wie geht das Kamel durchs Nadelöhr?                                          |                                                             | Documental |
| 1978 | Die allseitig reduzierte Persönlichkeit - Redupers                           | The All-Round Reduced Personality - Redupers                | |
| 1973 | Männerbünde                                                                  |                                                             | Documental para televisión |
| 1973 | Macht die Pille frei?                                                        |                                                             | Documental para televisión |
| 1971 | Eine Prämie für Irene                                                        | A reward for Irene                                          | Película para televisión |
| 1970 | Kinder sind keine Rinder                                                     | Children are Not Cattle                                     | |
| 1969 | Das schwache Geschlecht muss stärker werden - Weibergeschichten              |                                                             | Película para televisión |
| 1968 | Die rote Fahne                                                               |                                                             | Cortometraje documental |
| 1968 | Brecht die Macht der Manipulateure!                                          |                                                             | |
| 1967 | Silvo                                                                        |                                                             | Cortometraje documental |
| 1967 | Subjektitüde                                                                 |                                                             | Cortometraje |
| 1965 | Naurukierukka                                                                |                                                             | Película para televisión |
| 1965 | Skorpioni                                                                    |                                                             | |
| 1965 | Teatterituokio                                                               |                                                             | |

## Premios y reconocimientos
- 1978 1er Premio en el Festival de Cine Hyéres por Redupers
- 1978: Prix l'age d'or. Festival Internacional de Cine de Bruselas
- 1981: Premio ISDAP, Venecia, por El Factor Subjetivo
- 1984: Premio federal de Cine, por "Nr. 1 - Aus Berichten der Wach- und Patrouillendienste"
- 1985: Oso de Oro para cortometraje por "Nr. 1 - Aus Berichten der Wach- und Patrouillendienste" en el Festival de Cine de Berlín.
- 2003: Sander fue homenajeada por el Arsenal Institute for Film and Video Art (Berlin). Se proyectó una retrosopectiva de sus trabajos en el Cine de Arsenal.

## Otras lecgturas
- Julia Knight, Women and the New German Cinema, Verso 1992
- Helke Sander : mit den Füßen auf der Erde, mit dem Kopf en den Wolken, [ed.] Freunde der Deutschen Kinemathek e.V. [Rojo.: Michael Töteberg], Berlín : Freunde der Dt. Kinemathek, 2003 (=Kinemathek Nr. 97), ISBN 3-927876-21-6 3-927876-21-6